# Teenage Mutant Leela's Hurdles
«Teenage Mutant Leela's Hurdles» (укр. «Труднощі для Ліли, юної мутантки») — дев'ята серія четвертого сезону анімаційного серіалу «Футурама», що вийшла в ефір у Північній Америці 30 березня 2003 року.
Автор сценарію: Джеф Вестбрук.
Режисер: Брет Гааланд.
Прем'єра в Україні відбулася 7 жовтня 2007 року.

## Сюжет
На початку серії від професора Фарнсворта тікає, проламавши діру в стіні офісу «Міжпланетного експреса», вихована ним горгулья на ім'я Пазузу. Професор кидається за нею слідом, власноруч пілотуючи корабель з командою на борту — дорогою він мало не розбивається, створює затор на космічній трасі та знищує космічну станцію випромінюванням надпотужних фар. Незабаром, забувши про мету своєї подорожі, професор вирушає до Флориди, щоби пообідати у ресторанчику за давно простроченим талоном на знижку, де його вставні щелепи на ядерному двигуні влаштовують справжній погром. Утомившись від недолугої поведінки 161-річного професора, працівники фірми вирішують відправити його на курорт для омолоджування. Після того, як ін'єкції ботулізму і масаж не дають бажаного ефекту, косметологи вдаються до радикального заходу: гарячої смоляної ванни, яка, за їхніми словами, «буквально вириває вік із клітин». Під час процедури стається нещасний випадок, внаслідок якого весь колектив «Міжпланетного експреса» також опиняється у смоляній ванні та значно молодшає. Ліла, яка повернулася у підлітковий вік, вирішує провести знов подаровані їй долею роки юності з батьками. Тінейджер-Фрай починає зустрічатися з нею. Емі вертається до своїх батьків на Марс і вдруге переживає дитяче ожиріння. Зойдберґ знову набуває вигляду однієї зі стадій метаморфозу, якого зазнають декаподіанці під час дорослішання.
Професор намагається знайти причину помолодшання і з'ясовує, що часові частинки (хронотрони) вчепилися до ланцюжків ДНК людей і РНК («Р» в даному випадку означає «роботична») Бендера. Професору вдається вивести особливий вид бактерій, які здатні поглинути хронотрони, зупинивши процес молодшання. Ліла, якій хочеться прожити повноцінне сімейне життя, відмовляється повертатися у свій звичайний вік, й експеримент проведиться без неї. Втім, план професора обертається катастрофою: бактерії починають розносити хронотрони по всьому організмі та команда зазнає швидкого зворотного розвитку, повертаючись у дитинство. За твердженням професора, якщо процес не зупинити, на всіх чекає «доля, гірша за смерть — переджиття (а потім — смерть)».
У книжці казок Ліла знаходить відомості про Фонтан з Живою Водою, який знаходиться в одній із зоряних систем за Ведмежим Перехрестям. Команда вилітає туди і знаходить Фонтан на згаслому Сонці. Занурившись у води Фонтану, всі швидко повертаються до нормального віку, але стрімка течія не дає друзям вибратися. Всіх рятує Ліла, пожертвувавши заради них шансом на другу юність. На берег виходять всі, крім професора, який застряг у самісінькому центрі виру. За мить до загибелі його рятує втеклий Пазузу (він ховався під крилом космічного корабля). Після перебування у Фонтані Ліла і Емі виявляються дещо молодшими, ніж були спочатку, а професор — навіть старішим, що його дуже тішить. На знак подяки за порятунок професор дарує Пазузу волю. Напркінці серії, з'ясовується, що вся вона була розповіддю Пазузу своєму синові про те, як він став вільним.

## Послідовність дії
- Часові частинки — хронотони — раніше згадувалися в серії «Time Keeps on Slippin'» як причина часових стрибків.
- У цій серії глядач бачить Бендера у вигляді робота-підлітка, дитини і навіть компакт-диску з кресленнями. Проте в ранішій серії «Bendless Love», показано, що Бендера було зібрано на конвеєрній лінії в його дорослій формі.
- Наприкінці серії Пазузу бажає своєму синові і глядачам доброї ночі (фр. Bonne nuit), не зважаючи на те, що раніше в серіалі (у серіях «A Clone of My Own» і «The Route of All Evil») французьку мову названо мертвою і незрозумілою станом на ХХХ століття.
- Коли Емі, ставши дитиною, повертається на ранчо своїх батьків на Марс, її мати скаржиться на те, що тепер ніколи не дочекається онуків. Це в певному сенсі суперечить сюжетові однієї з попередніх серій — «Kif Gets Knocked Up a Notch» — в якій в Емі та Кіфа народжуються діти (хоча генетично вони і не є нащадками Емі).
- Ейфелева вежа у ХХХ столітті плаває в повітрі, так само, як було показано в серії «Space Pilot 3000».

## Пародії, алюзії, цікаві факти
- Назва серії пародіює назву відомого анімаціного серіалу і фільму «Черепашки-ніндзя» (англ. Teenage Mutant Ninja Turtles).
- «Пазузу» є іменем демона з шумерської міфології. Зовнішніми рисами горгулья нагадує Монтґомері Бернса — персонажа серіалу «Сімпсони», авторства Мета Ґрейнінґа.
- Бактерії, що поглинають хронотони, зовні схожі на персонажа комп'ютерної гри «Pac-Man».
- Космічна станція, яку професор випадково знищує, нагадує станцію «Deep Space Nine» із серіалу «Зоряний Шлях».
- У своєму зворотному розвитку Зойдберґ проходить такі стадії метаморфозу: корал, морська лілія, морська зірка, морський їжак, морський ангел, мінога, двостулковий молюск, мечехвіст і каракатиця.
- Назва фільму, який демострується у каналізаційному кінотеатрі для мутантів «Скрипаль значно нижче даху» (англ. The Fiddler Way Below the Roof) пародіює назву відомого м'юзиклу і його екранізації «Скрипаль на даху».

## Особливості українського перекладу
- Санаторій, в якому професор проходить курс омоложування, має назву «Старечі бульки».
- Юний Гермес жартома називає професора «містер Пукворт» (гра слів англ. Farnsworth — Fartsworth).
- Пропонуючи дітям казку на ніч, Ліла питає: «Вам про Козу-дерезу чи про Чебурашку?»
- «Фонтан Старіння» (англ. Fountain of Aging) перекладено як «Фонтан з живою водою».